# Palomillas del Rímac
Palomillas del Rímac es una película peruana de 1938 dirigida por Sigifredo Salas y protagonizada por Edmundo Moreau, María Manuela, Roque Pascuale, Elvira Flores, Alicia Lizárraga y Jesús Vásquez.

## Sinopsis
Palomillas del Rímac narra la vida de una familia de una quinta del distrito limeño del Rímac. Se combinan escenas cotidianas y anécdotas con música criolla que ameniza la vida de los personajes.

## Reparto
- Edmundo Moreau
- María Manuela
- Roque Pascuale
- Elvira Flores
- Alicia Lizárraga
- Jesús Vásquez

## Música
En esta película se interpretaron diferentes géneros de música peruana y popular en la época, como valses peruanos, polca y foxtrot. Algunas fueron:
- «Canto de amor», interpretada por Alicia Lizárraga.
- «Mujer limeña»
- «Ciudad virreynal»
- «Mágica flor»